# Mar da Palha
Koordinaten: 38° 46′ 37″ N, 9° 0′ 0″ W

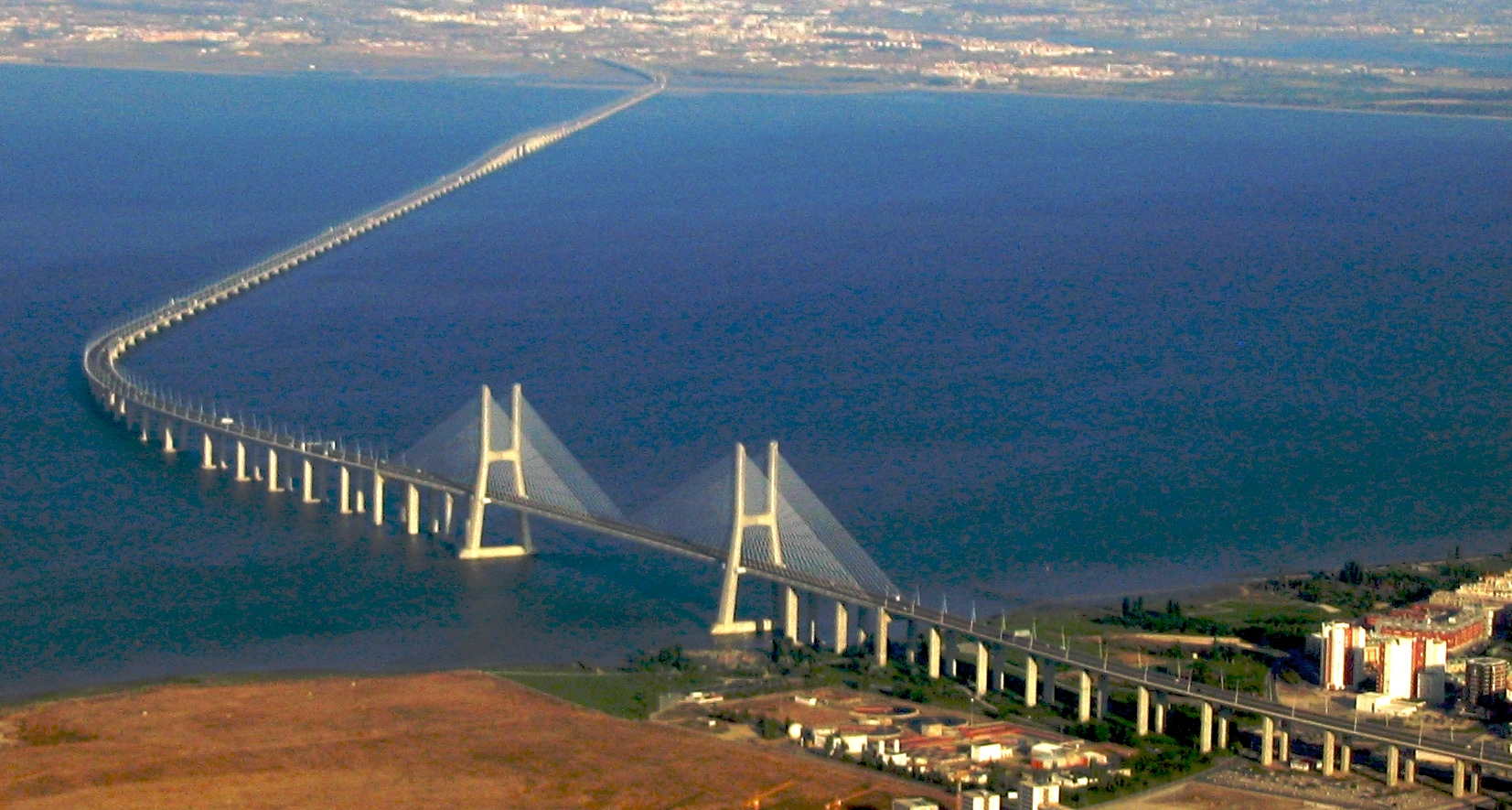
Mar da Palha mit der Brücke Ponte Vasco da Gama

Mar da Palha, was so viel bedeutet wie „Strohhalmsee“, ist in Portugal eine übliche, aber nicht offizielle Bezeichnung für das ausgedehnte Flussdelta des Tejo (in Spanien Tajo), der sich, bevor er in den Atlantik fließt, weitet und wieder verengt und somit eine Art offenen See bildet.

## Quelle
1. ↑  DA LISBOA ORIENTAL, O OCEANO, O TEJO E O MAR DA PALHA. ub.edu. Abruf am 24. Juli 2016 (portugiesisch)